# Eremodolius asper
Eremodolius asper är en stekelart som beskrevs av Dmitriy R. Kasparyan 1985. Eremodolius asper ingår i släktet Eremodolius och familjen brokparasitsteklar. Inga underarter finns listade i Catalogue of Life.